# Hinano Kusaki
Hinano Kusaki (Tsukuba, Ibaraki, 4 aprile 2008) è una skater giapponese.

## Biografia
Hinano Kusaki è una skater professionista giapponese specializzata nella disciplina del park. Nata il 4 aprile 2008 a Tsukuba, Ibaraki, ha iniziato a praticare lo skateboard all'età di 8 anni.
Nel 2021, ha vinto il suo primo titolo al Campionato Giapponese di Skateboard.L'anno seguente, ha conquistato il secondo titolo consecutivo al medesimo campionato e ha trionfato al Japan Open con un punteggio di 53.53.
Nel settembre 2023, durante i Giochi Asiatici a Hangzhou, ha ottenuto la medaglia d'oro nella finale femminile del park con un punteggio di 88.87. Successivamente, ad ottobre, ha conquistato la medaglia d'argento ai Campionati Mondiali di Skateboard a Roma con un punteggio di 93.20.
Nel novembre 2023, ha ottenuto il suo terzo titolo consecutivo al Campionato Giapponese di Skateboard. Nel giugno 2024, ha raggiunto la finale del secondo turno di qualificazione olimpica per Parigi 2024, classificandosi al quinto posto e ottenendo così la qualificazione ai Giochi Olimpici.
Durante le Olimpiadi di Parigi 2024, si è piazzata all'ottavo posto nella finale del park femminile con un punteggio di 69.76.